# Pensione di vecchiaia
La pensione di vecchiaia, nell'ordinamento italiano è una prestazione previdenziale che consiste in una rendita vitalizia erogata dallo Stato attraverso i suoi istituti o enti predisposti come garantito dalla Costituzione ai lavoratori.
È un servizio pubblico assistenziale fornito dallo Stato attraverso enti pubblici o istituti come l'INPS o le casse professionali detti anche "previdenza di primo pilastro" ai quali per legge è obbligatoria l'iscrizione e la contribuzione.
La pensione di vecchiaia è corrisposta dagli enti pubblici al raggiungimento dell'età pensionabile e sotto i requisiti di legge vigenti al momento in cui maturano i diritti tra cui gli anni minimi di contribuzione o anzianità contributiva.
Ogni istituto previdenziale ha diverse regole per corrispondere la pensione di vecchiaia.
Annualmente la pensione di vecchiaia ha una rivalutazione automatica o perequazione per tenere conto della perdita del potere d'acquisto.

## Quadro generale
L'Italia gestisce la previdenza e l'assistenza sociale attraverso enti ed istituti finanziati con l'imposizione fiscale (contributi sociali) gestiti finanziariamente con il sistema della gestione a ripartizione.
Le prestazioni previdenziali non sono coperte da un patrimonio come nel caso della previdenza complementare pertanto esse sono corrisposte secondo le regole che garantiscono l'equilibrio dei conti pubblici.
Quando le regole vigenti non sono sostenibili finanziariamente dallo Stato viene approvata una riforma previdenziale.

## Secondo la riforma Dini

### La pensione di vecchiaia per gli iscritti INPS
Il sistema di calcolo della pensione di vecchiaia varia a seconda dell'anzianità contributiva maturata entro il 31 dicembre 1995.
Il calcolo della pensione di vecchiaia viene applicato ai lavoratori secondo la maturazione di diversi requisiti.
Viene infatti adottato:
- il metodo di calcolo contributivo a capitalizzazione simulata sulla crescita, per coloro che si sono iscritti dopo il 31 dicembre 1995;
- il metodo di calcolo retributivo, per coloro che al 31 dicembre 1995 avevano un'anzianità contributiva (anni di iscrizione e contribuzione) pari o superiore a 18 anni;
- il sistema in pro rata (o sistema misto retributivo e contributivo), per coloro che al 31 dicembre 1995 avevano un'anzianità contributiva inferiore ai 18 anni.

#### Sistema Contributivo
In vigore fino al 31 dicembre 2012, possono richiedere la pensione di vecchiaia coloro che, uomini o donne, abbiano compiuto 65 anni di età ed abbiano versato almeno 35 anni di contributi.
Possono invece richiedere la pensione di anzianità (che è comunque denominata pensione di vecchiaia):
- dal 1º gennaio 2008 al 31 dicembre 2009 coloro che abbiano versato 35 anni di contributi ed abbiano compiuto 60 anni d'età (61 se lavoratori autonomi);
- dal 1º gennaio 2010 al 31 dicembre 2013 coloro che abbiano versato 35 anni di contributi ed abbiano compiuto 61 anni di età (62 se lavoratori autonomi);
- dal 1º gennaio 2014 coloro che abbiano versato 35 anni di contributi ed abbiano compiuto 62 anni di età (63 se lavoratori autonomi);
- prescindendo comunque dal requisito dell'età, coloro che abbiano versato 40 anni di contributi.

È bene ricordare come i lavoratori che rientrano nel sistema contributivo non hanno diritto all'integrazione al minimo della prestazione pensionistica.

#### Sistema Retributivo
In vigore fino al 31 dicembre 2012; possono richiedere la pensione di vecchiaia gli uomini che abbiano compiuto 65 anni di età e le donne che abbiano compiuto 60 anni ed abbiano un'anzianità contributiva di almeno 20 anni.
Rimangono ancorati al vecchio requisito dei 15 anni di anzianità contributiva coloro che:
- al 31 dicembre 1992 avevano già raggiunto i 15 anni di contributi;
- al 31 dicembre 1992 avevano già compiuto l'età pensionabile;
- erano stati autorizzati ai versamenti volontari prima del 31 dicembre 1992;
- con almeno 25 anni di assicurazione, siano stati occupati per almeno 10 anni anche non consecutivi, per periodi inferiori a 52 settimane nell'anno solare.

#### Sistema Misto o Pro Rata
In vigore fino al 31 dicembre 2012, rimane ancorato alle regole del sistema retributivo fatte salve le modalità del calcolo della pensione che sono in pro rata. Ovvero con il sistema retributivo per i contributi versati entro il 31 dicembre 1995 e con il sistema contributivo per il resto dei contributi.
È bene ricordare che tale tipo di prestazione verrà a scomparire mano a mano che i lavoratori iscritti al vecchio sistema retributivo verranno sostituiti da coloro che risultano iscritti al nuovo sistema contributivo sancito dalla L. 335/1995, la cosiddetta riforma Dini.

### Per gli iscritti alla Casse professionali
Ogni cassa professionale ha le sue regole in merito ai requisiti che determinano l'iscrizione obbligatoria, la contribuzione, i requisiti per il conseguimento della pensione di vecchiaia e per la determinazione dell'importo annuo della stessa.

## Secondo la riforma Fornero

### Pensione di vecchiaia degli iscritti INPS
Dal 1º gennaio 2013 il calcolo della pensione di vecchiaia avviene in base alla riforma delle pensioni Fornero.

### Pensione degli iscritti alle Casse professionali
Le casse professionali nel corso del 2012 sono state soggette ad una verifica della stabilità finanziaria nel lungo termine. Alcune, che non potevano dimostrare la stabilità finanziaria con le regole di gestione vigenti, hanno approvato una riforma previdenziale propria.
Ai sensi dell'art. 24 comma 24 del decreto legislativo 201/2011 "Salva Italia", la stabilità doveva essere dimostrata con la redazione di un bilancio tecnico attuariale che dimostrava la positività del saldo previdenziale a 50 anni.

### Leggi
- Costituzione della Repubblica Italiana
- Decreto legislativo 30 giugno 1994, n. 509, in materia di "Attuazione della delega conferita dall'art. 1, comma 32, della legge 24 dicembre 1993, n. 537, in materia di trasformazione in persone giuridiche private di enti gestori di forme obbligatorie di previdenza e assistenza."
- Decreto legislativo 10 febbraio 1996, n. 103, in materia di "Attuazione della delega conferita dall'art. 2, comma 25, della legge 8 agosto 1995, n. 335, in materia di tutela previdenziale obbligatoria dei soggetti che svolgono attività autonoma di libera professione."
- Legge 8 agosto 1995, n. 335, in materia di "Riforma del sistema pensionistico obbligatorio e complementare."
- Ministero del lavoro e della previdenza sociale - Decreto 29 novembre 2007 (PDF)[collegamento interrotto].
- Decreto-legge 2 dicembre 2011, n. 201, articolo 24, in materia di "Disposizioni urgenti per la crescita, l'equita' e il consolidamento dei conti pubblici."